# Schwanenmarkt (Bochum)

Schwanenmarkt 1908

Schwanenmarkt 1909

Der Schwanenmarkt war ein Platz am Rand der Bochumer Altstadt im Bereich der Kreuzung von Nordring/Ostring und Castroper Straße nahe dem St. Elisabeth-Hospital Bochum. Er befand sich unweit des Bochumer Nordbahnhofs. Der Name verweist vermutlich darauf, dass sich hier ein Schweinemarkt befand. So schreibt der lokale Historiker Max Seippel dazu:
„Außer dem Marktplatze besitzt die Stadt noch an freien Plätzen (...) 2. Den Schwanenmarkt vor dem Beckthor, der früher mit dem weniger poetischen Namen „Schweinemarkt“ genannt wurde. Hier wurden die grunzenden Borstenthiere, denen wir die so berühmten westfälischen Schinken und Würste verdanken, an den Mann gebracht. Der Platz ist mit einem Laufbrunnen versehen, der sein Wasser aus einer in der Hogathe sprudelnden Quelle empfängt.“
Dem Platz ging ein Teich voraus, der auf einem Stadtplan von 1842 noch eingezeichnet war. Er war die Quelle für den Mühlenbach (Goldbecke). Vermutlich zwischen den 1850er und 1870er Jahren wurde er trockengelegt.
1900 wurde ein Brunnen angelegt. Der Bochumer Steinmetzmeister Josef Schmidt schuf ihn aus Granit und rotem Marmor. Er war mit Tierskulpturen versehen (Schnecke, Wasserratte und zwei Delphine). Aus einem Löwenkopf entsprang Wasser. Im Volksmund wurde der Brunnen „Löwenbrunnen“ genannt. Ältere Karten zeigen ihn von der Vorderansicht mit der Rheinischen Straße in Richtung des Bahnhofs der Rheinischen Eisenbahn-Gesellschaft. Um 1914/15 wurde er auf die Seite mit dem Bahndamm versetzt. In den 1950er Jahren wurde er beseitigt.
Bis in die frühen 1980er Jahre hinein befand sich hier eine wichtige Straßenbahnhaltestelle. Die Linien 8/18 nach Gerthe und die 7/17 nach Harpen endeten hier ab 1908; später bogen sie hier ab, da die Linien noch in die Innenstadt weitergeführt wurden. Die ehemalige Bedürfnisanstalt mit einer ebenfalls ehemaligen Trinkhalle ist heute noch erhalten. Es ist im Besitz der Stadt Bochum.
Seit 2019 wird das alte Gebäude von der Initiative SCHWANENMARKT 1 Labor für Kunst & soziale Recherche genutzt.